# Cambiamo la Croazia
Cambiamo la Croazia (in croato: Promijenimo Hrvatsku - PH) è un partito politico croato di orientamento centrista ed euroscettico fondato nel 2016 in seguito ad una scissione da Most.

## Storia
Il partito viene lanciato da tre deputati di Most che non avevano condiviso la scelta di accordare la fiducia al governo di Tihomir Orešković, esponente dell'HDZ: Ivan Lovrinović, Jure Martinović e Ivica Mišić decidono infatti di lasciare Most e danno vita ad un gruppo parlamentare autonomo.
In occasione delle elezioni parlamentari del 2016 il nuovo soggetto politico concorre insieme a Živi zid e ad altre formazioni minori; l'alleanza ottiene il 6,16% dei voti e 8 deputati, consentendo la riconferma di Lovrinović e di Mišić. Al Sabor la coalizione si scinde in due gruppi parlamentari: da un lato Živi zid, con 4 seggi (un quinto deputato, Hrvoje Runtić, passa invece a Most); dall'altro PH, al cui gruppo si iscrive anche l'esponente dell'Associazione Franak Goran Aleksić (eletto anch'egli nella lista unitaria), per un totale di 3 componenti.
Dopo aver fondato un nuovo movimento, SNAGA, Aleksić si unisce ai deputati di Živi zid (gruppo Živi zid - SNAGA), ma la defezione è compensata dall'arrivo di Marin Škibola, proveniente proprio da Živi zid.
Nel 2017 si consuma la frattura: Lovrinović e i deputati rimasti in Živi zid (Branimir Bunjac e Ivan Vilibor Sinčić) danno vita ad un gruppo parlamentare comune (gruppo Živi zid - Promijenimo Hrvatsku); Mišić, espulso dal partito, passa a BM 365; Škibola aderisce alla Lista Indipendente della Gioventù, formando un gruppo con altri due deputati eletti in Most (Tomislav Panenić e Ante Pranić); infine, SNAGA e Partito Croato dei Pensionati costituiscono un gruppo unitario.
In occasione delle elezioni parlamentari del 2020 il partito si ripresenta con Živi zid, ma la lista comune si ferma al 2,26% senza ottenere seggi.

## Risultati
| Elezione          | Voti         | %            | Seggi   |
| ----------------- | ------------ | ------------ | ------- |
| Parlamentari 2016 | Con Živi zid | Con Živi zid | 2 / 151 |
| Parlamentari 2020 | Con Živi zid | Con Živi zid | 0 / 151 |